# Dei facientes adiuvant
Dei facientes adiuvant (in italiano gli dei aiutano gli operosi) è un proverbio latino che si trova nel De re rustica di Varrone (1, 1, 4, 4).
La frase esorta a essere attivi nella propria vita, ad agire, sicuri che chi si adopera e si impegna nella riuscita e nella realizzazione dei propri obiettivi riceve come aiuto supplementare al proprio impegno anche il conforto dell'aiuto e dell'ispirazione degli dei.
Questa interpretazione, sebbene ampiamente accettata, suscita tuttavia qualche dubbio negli studiosi che interpretano invece i facientes come le persone religiose "che compiono sacrifici".